# Psychotria loniceroides
Psychotria loniceroides är en måreväxtart som beskrevs av Franz e Wilhelm Sieber och Dc.. Psychotria loniceroides ingår i släktet Psychotria och familjen måreväxter. Inga underarter finns listade i Catalogue of Life.